# Finder (manga)
Finder (ファインダーシリーズ Faindā?), también conocida como You're my loveprize in viewfinder, es una serie de manga de género yaoi escrita e ilustrada por Ayano Yamane. Fue lanzada por primera vez en 2002 bajo la editorial Libre Publishing y hasta la fecha cuenta con un total de catorce volúmenes publicados. Debido a la popularidad que adquirió el manga, en 2010 fue adaptado por el estudio de animación ANiMix Project a un OVA de dos partes, así como también a dos CD dramas y un libro de arte de los personajes, entre otros. También se han publicado dos novelas spin-off; Finder no Rakuin, y Finder no Sōen.

## Argumento
Akihito Takaba es un joven fotógrafo independiente de veintitrés años de edad que se enorgullece de su trabajo y busca conseguir una gran primicia. Luego de tomar fotografías de unos tratos comerciales ilegales, es secuestrado por Ryūichi Asami, un poderoso líder de la mafia japonesa. Asami le somete a una noche de dolor y placer, y su vida cambiará radicalmente a partir de ese fatídico momento. Liu Fei-long, un líder de la mafia china, culpa a Asami por la muerte de su padre e intentará vengarse de este mediante Takaba.

## Personajes

### Principales
Akihito Takaba (高羽 秋仁 Takaba Akihito?)
Voz por: Tetsuya Kakihara
Es un fotógrafo independiente de veintitrés años. Busca conseguir una gran primicia y, esto, sumado a su ambición, le llevan a tratar de fotografiar un asunto relacionado con el tráfico de drogas. Sin embargo, termina siendo capturado por Asami y posteriormente por Fei-long. A pesar de que casi siempre se queja de Asami, es demasiado orgulloso para admitir que está, de hecho, enamorado de él.
Ryūichi Asami (麻見 隆一 Asami Ryūichi?)
Voz por: Takaya Kuroda
Es un poderoso y astuto hombre de negocios que maneja negocios ilegales en Japón. Tiene conexiones con la mafia, así como también con los líderes del submundo en China. La mayor parte del tiempo se muestra posesivo y dominante, sin embargo, ha demotrado tener escrúpulos y uso de la razón. Luego de haber abandonado Hong Kong hace siete años, Asami continúo con sus negocios y conoció al fotógrafo Akihito Takaba, quien había fotografiado evidencia vital relacionada con sus negocios y amenazaba con exponerlo.
Liu Fei-long (劉飛龍 Ryū Feiron (en chino: Liú Fēilóng)?)
Voz por: Nobuo Tobita
Fei-long es el jefe de una organización que maneja drogas en China. Fue criado como el segundo hijo de un líder de la mafia china en Hong Kong, la familia Liu, junto con su hermano mayor, Yan-tzu. Solía asistir a su hermano y realizaba el trabajo sucio en su lugar. Culpa a Asami de la muerte de su padre e intenta vengarse de él desde entonces.

### Secundarios
Mikhail Arbatov (ミハイル・アルバトフ Mihairu Arubatofu?)
Es un joven líder de la mafia rusa. Usualmente organiza sus operaciones en Macao y estuvo detrás del casino "Baishe", el cual es propiedad de Feilong, además de mostrarse muy interesado en los negocios de este. Su interés hacia Fei-long también es uno romántico, a pesar de que siempre se le ve rodeado de mujeres.
Yoh (ジョン Yo?)
Es un subordinado de confianza de Fei-long y, como tal, un miembro de la mafia Baishe. En realidad, Yoh es un espía enviado por Asami para infiltrarse en la organización de Fei-long y vigilar sus movimientos. Continuamente se debate entre su lealtad a Asami y Fei-long, de quien está enamorado. Sus sentimientos hacia este provocan que se muestre reticente a traicionarlo. En los eventos de la novela Finder no Rakuin, se revela que Yoh ahora vive en Taiwán y trabaja en un mercado.
Tao (陶?)
Es el protegido y pupilo de Fei-long, de doce años de edad. En Finder no Rakuin, se revela que Tao es el hijo ilegítimo del hermano mayor de Fei-long, Yan-tzu, con una mujer de la organización. Fei-long decidió ocultarle la verdad sobre sus orígenes, pero termina por revelárselo más tarde en la novela. 
Kei Kirishima (霧島 恵 Kirishima Kei?)
Es el devoto asistente de Asami y su mano derecha. De acuerdo con Ayano Yamane, Kirishima es bastante sádico, pero esta personalidad no deja verse en la trama.
Shinji Kuroda (黒田 伸二 Kuroda Shinji?)
Es un detective y amigo de la infancia de Asami. 
Shū Sudō (簾戸 酒 Sudō Shū?)
Sudō solía trabajar para Asami como gerente de uno de sus clubes. Está enamorado de Asami y sus intentos para lograr que este le reconociera y se fijara en él le llevaron a hacer un trato ilegal de armas. Debido a que el acuerdo salió mal, Sudō casi fue asesinado por la otra parte y dejado malherido, además de perder la confianza de Asami.

## Media

### Manga
Escrito e ilustrado por Ayano Yamane, Finder fue originalmente serializado en las revistas de manga Be x Boy GOLD y B-Boy Zips. Los volúmenes individuales fueron recopilados y publicados en formato tankōbon por la editorial Biblos, desde 2002 hasta 2005, fecha en la que la empresa se declaró en bancarrota y dejó de operar. En 2007, Libre Publishing acogió la serie y reimprimió los primeros tres volúmenes antes de continuar con su lanzamiento.
En 2007, Biblos licenció la serie para su lanzamiento en idioma inglés a Central Park Media, quien comenzó a publicar el manga en su revista Be Beautiful Manga. Luego de que Biblos quebrase, algunas de sus propiedades fueron adquiridas por la editorial Libre Publishing, la cual posteriormente acusó a Central Park Media de infringir sus derechos de autor sobre las propiedades transferidas de Biblos, afirmando que todos las licencias extranjeras necesitaban negociar nuevas licencias con Libre, hecho que terminó con la bancarrota de la compañía. En una carta publicada en el sitio web de Libre Publishing, se pidió a los lectores que no comprasen ningún lanzamiento del manga de Be Beautiful, calificándolos como "ilegales". John O'Donnell, entonces gerente de Central Park Media, rechazó las afirmaciones de Libre y consideró que los acuerdos de licencia originales de Biblos seguían siendo válidos. En 2009, la empresa se declaró en quiebra y sus activos, incluidas las licencias, fueron liquidados. Finder no figuraba entre los activos, lo que indica que Central Park Media ya no tenía la licencia.
En marzo de 2010, Digital Manga Publishing anunció que había adquirido la licencia de Finder, y comenzó a publicarlo bajo su línea yaoi, Juné. El 1 de mayo de 2011, el volumen tres se posicionó en el puesto número 4 en la lista de best-sellers de manga del New York Times. La serie fue licenciada en Alemania por Tokyopop. Finder también ha sido traducido en varios otros idiomas, incluyendo chino, coreano, francés, polaco e italiano.
El 18 de junio de 2016, Digital Media anunció que su contrato de licencia con Libre Publishing finalizaría a finales del mes. Por lo tanto, todos las obras de Libre, incluyendo Finder, ya no serían publicados por Digital Media Publishing. El presidente de Digital Media, Hikaru Sasahara, dijo que la compañía estaba "aturdida" por la decisión de Libre y calificó la medida como "injusta". En respuesta, mientras Libre expresó su sorpresa ante la decisión de Digital Media, señalaron que el acuerdo había sido "terminado hace algún tiempo de manera justa debido a un incumplimiento del contrato". El 7 de julio de 2016, se anunció que Viz Media había adquirido los derechos de licencia del manga para publicarlo bajo su sello yaoi, "SuBLime". Debido a que el volumen número ocho fue lanzado en Japón en mayo de 2016, SubLime declaró que publicaría primero el mismo volumen en marzo de 2017, y luego volvería a publicar los primeros siete volúmenes todos los meses a partir de mayo de 2017.

#### Lista de volúmenes
| Número | Fecha de publicación    | ISBN                   |
| ------ | ----------------------- | ---------------------- |
| 1      | 10 de marzo de 2002     | ISBN 978-4-8352-1319-4 |
| 2      | 10 de mayo de 2004      | ISBN 978-4-8352-1590-7 |
| 3      | 11 de noviembre de 2005 | ISBN 978-4-8352-1821-2 |
| 4      | 8 de junio de 2007      | ISBN 978-4-86263-197-8 |
| 5      | 10 de junio de 2009     | ISBN 978-4-86263-606-5 |
| 6      | 9 de abril de 2011      | ISBN 978-4-86263-943-1 |
| 7      | 10 de abril de 2014     | ISBN 978-4-7997-1493-5 |
| 8      | 5 de mayo de 2016       | ISBN 978-4-7997-2928-1 |
| 9      | 28 de agosto de 2018    | ISBN 978-4-7997-4101-6 |
| 10     | 10 de diciembre de 2019 | ISBN 978-4-7997-4603-5 |
| 11     | 28 de abril de 2021     | ISBN 978-4-79-975218-0 |
| 12     | 30 de junio de 2022     | ISBN 978-4-79-975765-9 |
| 13     | 28 de agosto de 2023    | ISBN 978-4-79-976390-2 |
| 14     | 26 de noviembre de 2024 | ISBN 978-4-79-976963-8 |

### OVA
El 29 de febrero de 2012, fue lanzada una adaptación en forma de dos OVAs por ANiMix Project; el proyecto contó con la participación de los actores japoneses Tetsuya Kakihara como Akihito, Takaya Kuroda como Asami y Nobuo Tobita como Feilong. Sin embargo, la animación solo se limitó a las bocas de los personajes, ojos y algunos movimientos corporales importantes de las escenas. Un CD especial de Cast Talk fue incluido en la primera edición de prensa.

## Recepción
En mayo de 2009, el Federal Department for Media Harmful to Young Persons ("Departamento Federal de medios nocivos para los jóvenes") de Alemania calificó el primer volumen de Finder como «perjudicial para los jóvenes», lo que provocó que estuviese restringido solo para personas mayores de edad. El Departamento Federal también estipuló como «prohibido mostrar contenido incriminado en campañas, trailers o en cualquier otro contexto publicitario». En respuesta, Tokyopop Alemania eliminó toda información sobre el primer volumen de su sitio web, pero mantuvo los otros tres volúmenes que ya habían sido publicados.
En su libro Manga: The Complete Guide, Jason Thompson dio al manga una puntuación de 3½ de cuatro estrellas, afirmando que la serie está "escrita de una manera adecuada y oscura" debido al uso de "sexo gráfico y sadomasoquismo", y elogió el arte como "inmensamente atractivo".